# Водоспад Блухол
Водоспад Блухол (англ. Blue Hole Falls) — водоспад у гірській системі Аппалачі штату Джорджія США.

## Опис
Водоспад Блухол у перекладі з англійської мови означає «синя діра».